# Scandic Hotel Ariadne
Scandic Hotel Ariadne är en hotellskyskrapa vid Värtahamnen i Stockholm. Byggnaden är Sveriges 24:e högsta höghus, 62 meter hög, och har 17 våningar och totalt 283 rum.